# Список памятников архитектуры Ичери-шехер
Список историко-архитектурных памятников  Ичери-шехер — старинного жилого квартала в Баку, являющегося историко-архитектурным заповедником.
| Название                       | Период, к которому относится | Информация | Изображение | Регистрация |
| ------------------------------ | ---------------------------- | --- | ----------- | ----------- |
| Девичья башня                  | XII век                      | Древняя крепостная постройка у прибрежной части Ичери-шехер (Старый город). Является одним из важнейших компонентов приморского «фасада» Баку. Возвышается в прибрежной части феодального города — Крепости. Башня стоит на скале, частично облицованной чисто тёсаным камнем и защищённой крепостной стеной с системой крупных полукруглых выступов, поднимающихся от подножия почти до самой вершины. Её высота составляет 28 метров над уровнем моря. Башня занесена в список всемирного наследия ЮНЕСКО.. |             | 2.2         |
| Молла Ахмед-мечеть             | XIV век                      | Молла Ахмед-мечеть (азерб. Molla Əhməd məscidi) — мечеть начала XIV века, расположенная в столице Азербайджана городе Баку, в пределах исторической части города Ичери-шехер. После восстановления независимости Азербайджана решением № 132 Кабинета Министров Азербайджанской Республики от 2 августа 2001 года мечеть была включена в список недвижимых памятников истории и культуры местного значения. |             | 85          |
| Мечеть Гаджи Бани              | XVI век                      | Мечеть расположена в комплексе Дворца ширваншахов. Судя по арабской надписи на китабе, была построена в XVI веке архитектором Гаджи Бани. Центральный план мечети купольный. Напротив входа расположен крупный сталактитовый михраб в несколько ярусов. Другая китабе сообщают дату ремонта мечети в 1320 году хиджры, что соответствует 1902/03 году |             | 77          |
| Баня Ага Микаила               | XVIII век                    | Старинная баня, расположенная в исторической части города Баку (Азербайджан), Ичери-шехере, в юго-западной части крепости, на улице Кичик Гала (Малая Крепостная)[1], напротив крепостных стен. Согласно распоряжению Кабинета Министров Азербайджанской Республики об исторических и культурных памятниках баня Ага Микаила является «памятником истории и культуры национального значения». |             | 76          |
| Малый Караван-сарай            | XV-XVI вв                    | Караван-сарай, расположенный в исторической части города Баку в Ичери-шехер на улице Хагигат Рзаевой. Согласно Постановлению Кабинета Министров Азербайджанской Республики от 2 августа 2001 года двухэтажный караван-сарай был зарегистрирован в качестве национального памятника архитектуры. |             | 80          |
| Баня Гаджи Гаиба               | XV век                       | Архитектурный памятник в Баку предположительно XV века. Расположен в квартале Ичери Шехер напротив Девичьей башни. Является объектом Всемирного наследия ЮНЕСКО. Комплекс обнаружен в ходе раскопок в 1964 году. |             | 92          |
| Двухэтажный караван-сарай      | XV век                       | Согласно источникам, караван-сарай был построен в XV веке при Ширваншахе Халилулле I. Однако основываясь на характере конструктивных приемов, качеству кладки и расположению комнат караван-сарай относят к XVII веку. Согласно Постановлению Кабинета Министров Азербайджанской Республики от 2 августа 2001 года двухэтажный караван-сарай был зарегистрирован в качестве национального памятника архитектуры. |             | 81          |
| Мечеть Ханлара                 | XIX век                      | Расположена в столице Азербайджана, городе Баку, в её исторической части Ичери-шехер. Мечеть является одним из последних религиозных памятников построенных на территории Ичеришехер. Решением Кабинета Министров Азербайджанской Республики от 2 августа 2001 года № 132 мечеть была включена в список недвижимых памятников истории и культуры государственного значения. |             |             |
| Мечеть Чин                     | 1375 г                       | Мечеть Чин или мечеть Имама Османа аш-Ширвани — мусульманское культовое сооружение в столице Азербайджана городе Баку, в исторической части города Ичери-шехер. Расположена к юго-западу от комплекса Дворца Ширваншахов. Народное название мечети — «Чин», такое название объясняют тем, что загаданные желания у всех, кто посещал мечеть, исполнялись. Портал мечети считается образцовым порталом-входом классического типа среди средневековых порталов Баку. После реставрации мечеть начала функционировать в качестве Музея Нумизматики при Управлении Государственного Историко-Архитектурного Заповедника «Ичери Шехер». |             | 2371        |
| Баня Касум-бека                | 1420-1460 гг                 | Баня Касум-бека (азерб. Qasım bəy hamamı) — старинная баня, расположенная в исторической части города Баку (Азербайджан), Ичери-шехере, близ Сальянских ворот бакинской крепости. Построена в XVIII—XIX вв. |             | 83          |
| Мечеть-медресе                 | XV век                       | Мечеть Медресе — медресе и мечеть XV века, расположенная в исторической части города Баку, Ичери-шехер. |             | 88          |
| Бухарский караван-сарай        | XV век                       | Бухарский караван-сарай был возведён в конце XV века на торговом пути, проходящем через Шемахинские ворота. Он находится недалеко от Девичьей башни. Караван-сарай в основном служил местом отдыха для купцов из Центральной Азии. В 1964 году Бухарский караван-сарай был реставрирован, и в результате здание караван-сарая было отделено от поздних пристроек, что позволило увидеть памятник на фоне окружающих зданий. |             | 78          |
| Караван-сарай Мултани          | XIV век                      | Был создан в XIV веке. Находится напротив Бухарского Караван-сарая. В настоящее время караван-сарай объявлен Министерством культуры и туризма общенациональным архитектурным памятником. |             | 79          |
| Мечеть Ашура                   | 1169                         | Мечеть Ашура или Лезгинская мечеть — мечеть XII века в Ичери-шехер, Баку. Мечеть была основана в 1169 году. |             | 91          |
| Мечеть Шейха Ибрагима          | 1415-1416 гг                 | Историко-архитектурный памятник XV века, расположенный в Ичери-шехер. Мечеть включена в список недвижимых памятников истории и культуры национального значения решением Кабинета министров Азербайджанской Республики № 132 от 2 августа 2001 года. |             | 87          |
| Мечеть Сеид Яхья               | XVII век                     | Мечеть в Баку в историческом районе Ичери-шехер (Старый город). Памятник архитектуры национального значения. Построена в начале XVII века на средства Сейида Яхьи Муртуза (могила у входа в мечеть). В советские времена в помещениях мечети были организованы столярные мастерские. В 1990 году возвращена мусульманской общине. |             | 86          |
| Хыдыр-мечеть                   | XIV век                      | Мечеть, расположенная в городе Баку, в исторической части города Ичери-шехер. Решением Кабинета Министров Азербайджанской Республики от 2 августа 2001 года № 132 здание было зарегистрировано как национальный памятник архитектуры. |             | 84          |
| Мечеть Гилейли                 | 1309 год                     | Историческая мечеть XIV века в Старом городе Баку в Азербайджане. Согласно Постановлению Кабинета Министров Азербайджанской Республики от 2 августа 2001 года мечеть была зарегистрирована в качестве национального памятника архитектуры. Мечеть была построена в два этапа. Первый этап относится к периоду Ширваншахов — 1309 год. Продолжение строительства мечети было осуществлено в XIX веке |             | 82          |
| Четырёхугольная башня          | XII век                      | Четырёхугольная башня — башня крепостных стен города Баку (Азербайджан), окружающая историческую часть города — Ичери-шехер. Расположена в северо-западной части крепостной стены. Построена башня в XV веке. Согласно источникам в средние века эта башня использовалась в качестве усиления оборонительной способности крепостных стен с севера, а также как помещение для хранения оружия. |             | 75          |
| Джума-мечеть (Баку)            | 1899                         | Джума-мечеть — шиитская джума-мечеть, расположенная в столице Азербайджана, городе Баку, в её исторической части Ичери-шехер. За время своего существования мечеть неоднократно и радикально обновлялась и перестраивалась. К мечети примыкает минарет XV века. |             | 89          |
| Базарная площадь (Баку)        |                              | Историко-архитектурный комплекс XII—XIII веков в Баку, в историческом районе Ичери-шехер. Зарегистрирована в качестве национального архитектурного памятника по решению Кабинета Министров Азербайджанской Республики от 2 августа 2001 года № 132. Была указана на старых планах Баку и обнаружена в ходе раскопок в 1964 году. |             | 93          |
| Текие (Баку)                   | XIII век                     | Исторический памятник XIII века. Расположен в исторической части города Баку, Ичери-шехер. Согласно Постановлению Кабинета Министров Азербайджанской Республики от 2 августа 2001 года здание было зарегистрировано в качестве национального памятника архитектуры. Первоначально данная постройка функционировала в качестве пристанища для дервишей. Затем функционировала как махалля мечеть, а также как школа. |             | 74          |
| Овдан                          |                              | Овдан (старинное гидротехническое сооружение для хранения дождевых и грунтовых вод, а также воды из кяхризов) расположен недалеко от небольшой мечети Чин XIV века. Овдан обеспечивал водой дворцовую баню. |             | 484         |
| Дом бакинских ханов            | XVII-XVIII вв                | Дом бакинских ханов или Дворец бакинских ханов — архитектурный комплекс в историческом центре города Баку — Ичери-шехере, слева от Шемахинских ворот. В состав комплекса входит пять замкнутых дворов. |             | 69 70 71 73 |
| Водопровод (Ичеришехер)        |                              | В результате археологических раскопок, проведенных в 1924 году под руководством археолога Сысоева, было установлено, что пояс проходил в нескольких метрах севернее Девичьего замка. В 1964 году в ходе археологических раскопок, а также при очистке грунта, во дворе древнего памятника Сиратаглы было обнаружено подземное архитектурное сооружение, аккуратно сложенное из глиняных труб. |             | 486         |
| Мечеть Баба Кухи Бакуви        | VIII-IX вв                   | Остатки музея расположены в городе Баку, в пределах исторической части города Ичери-шехер, к северу от Девичьей башни. Предположительно принадлежала персидскому учёному и богослову Баба Кухи Бакуви. Мечеть была обнаружена в результате археологических раскопок 1990-93 гг. |             | 548         |
| Бегляр-мечеть                  | 1895 г                       | Мечеть, расположенная в городе Баку, в исторической части Ичери-шехер, напротив Ворот Мурада Дворца ширваншахов. Мечеть была включена в список недвижимых памятников истории и культуры местного значения решением Кабинета Министров Азербайджанской Республики № 132 от 2 августа 2001 года. В настоящее время в мечети функционирует Музей Священных Реликвий. |             | 2373        |
| Мечеть Джин                    | XIV век                      | Мечеть, расположенная в Баку, в пределах исторической части города Ичери-шехер. Входит в комплекс Дворца Ширваншахов и располагается в нижней части Восточных ворот. Здание было зарегистрировано в качестве национального архитектурного памятника по решению Кабинета министров Азербайджанской Республики от 2 августа 2001 года № 132. Считается, что мечеть названа в честь одной из сур Корана — Аль-Джинн. |             | 67          |
| Мечеть Гаджи Эйбат             | 1791 г                       | Мечеть XVIII века на улице Кичик Гала в историческом районе Старый город столицы Азербайджана Баку. Мечеть относится к Ширвано-апшеронской архитектурной школе. Состоит из каменных куполов и остроконечных арок. |             | 2167        |
| Мирза Ахмед-мечеть             | 1345 г                       | Мечеть расположена в Баку, в исторической части города Ичери-шехер, в одном ряду с жилыми домами. |             | 2182        |
| Мечеть Гаджи Гаиба             | 1898 г                       | Историко-архитектурный памятник, построенный в 1898 году и расположенный в Старом городе. Решением Кабинета Министров Азербайджанской Республики от 2 августа 2001 года № 132 мечеть была включена в список недвижимых памятников истории и культуры местного значения. |             | 2353        |
| Церковь Святого Варфоломея     | 1892 г                       | Церковь, существовавшая в Старом городе, остатки ее сохранились и сегодня. Церковь Св. Варфоломея была построена в 1892 году на пожертвования местного христианского населения на месте, где, как считается, был замучен апостол Варфоломей. Остатки церкви Св. Варфоломея были зарегистрированы как археологический памятник в 2015 г. |             |             |
| Церковь Святого Николая (Баку) | 1850-1858 гг                 | Церковь Святого Николая — в Баку, несохранившаяся православная церковь. Находилась в Старом городе (Ичери-шехер). Церковь была освящена в честь святого Николая Мирликийского. |             |             |
| Дом с цепями                   | начало XX в                  | Памятник, расположенный в Баку, в исторической части города Ичери-шехер. Согласно Постановлению Кабинета Министров Азербайджанской Республики от 2 августа 2001 года № 132, дом включен в Список недвижимых памятников истории и культуры национального значения. В настоящее время в здании действует Музей археологии и этнографии Института археологии, этнографии и антропологии НАН Азербайджана. |             |             |